# Ilgenbach (Murg)
Der Ilgenbach ist ein nicht ganz fünf Kilometer langer Bach im Nordschwarzwald, der beim Teilort Mitteltal der Gemeinde Baiersbronn im Landkreis Freudenstadt in Baden-Württemberg von rechts in die obere Murg mündet.

## Verlauf
Das Quellgebiet des Ilgenbachs liegt am oberen Nordabfall des Kniebis auf etwa 920 m ü. NN unterhalb einer moorigen Hochfläche, zwischen der Kuppe des Sperberhart (936,1 m ü. NN) im Nordwesten und der auf dem Kniebisrücken laufenden Schwarzwaldhochstraße im Südwesten. Auf dem knappen ersten Kilometer seines recht beständig nordöstlichen Laufes tieft er sich rasch ein und stürzt dann über eine Folge von vier bis zu 9 Meter hohen Fallstufen in ein von eiszeitlichen Gletschern hinterlassenes Kar, in dessen Name Bletschermüsse der nahe Wasserfall anklingt. In diesem Talboden zwischen dem Sperberhart im Westen und dem Kniebis-Nordostsporn Rappenberg (883,7 m ü. NN) im Osten wird der Bach auf etwa 720 m ü. NN von mehreren Quellgerinnen verstärkt. 
Der folgende Lauf in einem langen, bewaldeten Tal hat ein geringeres Gefälle. Am Fuß der lang gestreckten Talhänge tritt in einem Quellhorizont des Unteren Buntsandsteins das Kluft- und Porenwasser der begleitenden niederschlagsreichen Höhenrücken aus und erreicht den Ilgenbach. Nach etwa 3,5 km verlässt er auf etwa 620 m ü. NN den Talwald und zieht, von einer Galerie begleitet, neben der Ilgenbachstraße unter inzwischen flacheren Hängen mit Resten von Wiesenbewässerungen, zwischen den Mitteltaler Siedlungsplätzen Looch und Ilgenbach hindurch. Im Bachbett vermindern streckenweise zahlreiche Verbaustufen die Erosionskraft des Baches bei Hochwasserereignissen. Schließlich mündet der Ilgenbach auf ungefähr 580 m ü. NN, dem Bad von Baiersbronn-Halde gegenüber, von rechts in die obere Murg.